# Cnestispa acuminata
Cnestispa acuminata es un coleóptero de la familia Chrysomelidae.
Fue descrita científicamente en 1930 por Maulik.